# 丛生黄耆
丛生黄耆（学名：Astragalus confertus）是豆科黄芪属的植物。分布于印度、巴基斯坦以及中国大陆的四川、青海、西藏等地，生长于海拔3,500米至5,300米的地区，一般生于沙坡、河边沙地、高山草甸、林缘草甸、河滩沙地和石坡，目前尚未由人工引种栽培。

## 异名
- Astragalus confertus Benth. ex Bunge f. albiflorus R. F. Huang ex Y. H. Wu